# Karte von Nordwestdeutschland

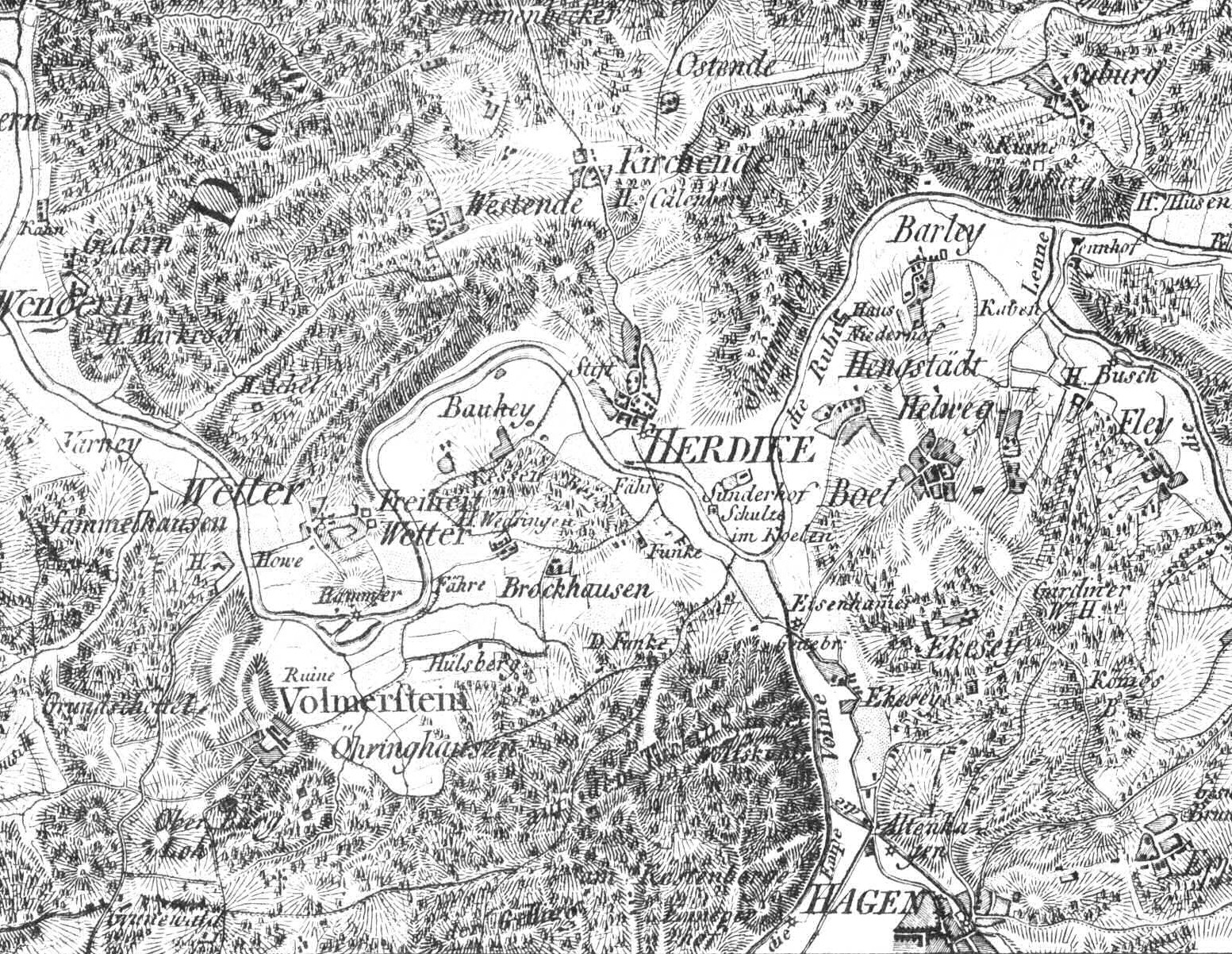
Ausschnitt: Herdecke

Die Karte von Nordwestdeutschland, auch Große Karte von Westphalen oder Lecoqsche Karte, entstand zwischen 1797 und 1813 unter der Leitung des  preußischen Generalmajors Karl Ludwig von Le Coq.
Das Kartenwerk wurde während der napoleonischen Kriege in großen Teilen des heutigen Niedersachsens, Bremens und Nordrhein-Westfalens gefertigt. Als Preußen und Frankreich 1795 Frieden schlossen, einigten sich beide Staaten auf eine Demarkationslinie, die neutrale Gebiete abgrenzte. Der preußische Generalmajor von Le Coq war befehlshabender Offizier eines Observationskorps, das zur Überwachung dieser Demarkationslinie entsandt wurde. Da Le Coq für das Gebiet, in dem seine Truppen verteilt waren, kein brauchbares Kartenmaterial vorfand, entschloss er sich, einige seiner Offiziere für die notwendigen Vermessungen auszuschicken.
Für das Kartenwerk wurde der Maßstab 1:86.400 gewählt, der schon bei der Carte de France (Cassini-Karte) Verwendung fand.
Aus Zeitmangel wurden neben der Vermessung vor allem bereits vorhandene Karten angepasst und fehlende Teile flüchtig ergänzt. Die Genauigkeit von etwa 1.000 Passpunkten ist mit etwa 100 m angegeben. Das Kartenwerk umfasst 20 Blätter sowie ein Titelblatt und eine Blattübersicht. Die in Kupfer gestochenen Blätter sind in der Regel 90 mal 56 cm groß.
1815 erschien eine Übersichtskarte im Maßstab von etwa 1:560.000 unter dem Titel „Das nordwestliche Deutschland“ beziehungsweise „Generalblatt zu der vom Generalmajor v. Lecoq in 22 Blättern herausgegebenen großen Karte von Westphalen“ von Karl Friedrich Klöden.
Reproduktionen werden derzeit von der Behörde für Landesvermessung und Geobasisinformation Niedersachsen (LGN) und dem Landesvermessungsamt NRW im Originalmaßstab vertrieben.

## Übersicht
- Titelblatt
- Blatt 1: Karte des Nordwestlichen Theils von Ostfriesland
- Blatt 2: Karte des Nordöstlichen Theils von Ostfriesland, der Herrschaften Jever Kniphausen, so wie des Amts Ritzebüttel und eines Theils von Hannover und Oldenburg
- Blatt 3: Karte des südwestl. Theils von Ostfriesland
- Blatt 4: Karte des größten Theils vom Herzogthum Oldenburg, eines Theils vom Fürstenthum Ostfriesland und vom Herzogthum Bremen
- Blatt 5: Karte der Gegend zwischen Meppen und Papenburg zu beiden Seiten der Ems
- Blatt 6: Karte vom südlichen Theil des Herzogthums Oldenburg, eines Theils der Grafschaften Hoya und Diepholz und des Gebietes der Stadt Bremen
- Blatt 7: Karte eines Theils des Bremer Gebiets, so wie eines grossen Theils von Hannover an beiden Seiten der Weser zwischen Bremen und Drackenburg und der Leine zwischen Verden und Bothmar
- Blatt 8: Karte der Grafschaft Bentheim und den größten Theils der Grafschaft Lingen und des Fürstenthums Rheina-Wolbeck
- Blatt 9: Karte der Gegend von Osnabrück, Lübke und vom Dümmer See, so wie eines Theils von Oldenburg und Hannover
- Blatt 10: Karte der Gegend an beiden Seiten der Weser von Porta-Westphalica bei Minden bis Nienburg, sowie der Gegend von Hannover, des Steinhuder See’s und der Grafschaft Lippe-Bückeburg. Gezeichnet: Steinert und C. Dohme. Gestochen: K. Kolbe und P. Schmidt
- Blatt 10: Karte der Gegend an beiden Seiten der Weser von der Porta Westphalica bei Minden bis Nienburg, so wie der Gegend von Hannover, des Steinhuder Sees und der Grafschaft Lippe Bückeburg
- Blatt 11: Karte der Gegend zwischen Arnheim und Xanten zu beiden Seiten des Rheins
- Blatt 12: Karte vom westlichen Theil des Fürsth. Münster, der Grafsch. Steinfurt u. der Herrsch. Gemen u. Gronau, welche zugleich einen Theil der Herzogl. Looz-Corswareschen, Herzogl. Croyschen, Fürst. Salmschen u. Rheingräf. Salmschen neuen Besitzungen enthält. Gezeichnet: Lieutenant Scheuer. Gestochen: Heinrich Brose (1804)
- Blatt 13: Karte eines Theils von Münster, Ravensberg, Osnabrück, Minden, Tecklenburg, Lingen, Paderborn, Lippe-Detmold, Rheda, und Rietberg. Gezeichnet: Lieutenant Scheuer und C. Dohme. Gestochen: Heinrich Brose (1805)
- Blatt 14: Karte eines Theils von Hannover, Braunschweig, Lippe-Detmold, Hessen-Schaumburg, Minden, Ravensberg, Paderborn, Corvey und der Grafschaft Pyrmont. Gezeichnet: Lieutenant Scheuer und C. Dohme. Gestochen: Heinrich Brose
- Blatt 15: Karte des Rheins von Wesel bis Duisburg so wie der Gegend an beyden Ufern der Lippe von Lünen bis Wesel und der Ruhr von Wetter bis Duisburg. Gezeichnet: nicht angegeben. Gestochen: Carl Jättnig der Ältere (1812)
- Blatt 16: Karte der Gegend an beiden Ufern der Lippe von Paderborn bis unterhalb Hamm, so wie an beiden Seiten der Ruhr von Freienöhl bis unterhalb Langscheid. Gezeichnet: nicht angegeben. Gestochen: Heinrich Brose und K. Kolbe
- Blatt 17: Karte der Gegend an beyden Ufern der Diemel von Stadtbergen bis Carlshaven, so wie an beyden Seiten der Weser von Carlshaven bis Höxter
- Blatt 18: Karte des Rheins von Kaiserswerth bis Coeln, so wie der Gegend an beiden Ufern der Wipper.
- Blatt 19: Karte eines Theils des Herzogthums Westphalen, der Grafschaft Marck und des Fürstenthums Waldeck. Gezeichnet: Dohme. Gestochen: K. Kolbe
- Blatt 20: Karte des südlichen Theils vom Fürstenthum Waldeck, so wie des angrenzenden Landes bis Cassel
- Blatt 21: Tableau zur Zusammensetzung der Topographischen Karte von Westphalen